# Дерваль (Атлантическая Луара)
Дерваль (фр. Derval) — коммуна на западе Франции, находится в регионе Пеи-де-ла-Луар, департамент Атлантическая Луара, округ Шатобриан-Ансени, кантон Гемне-Панфао. Расположена в 49 км к северу от Нанта и в 53 км к югу от Ренна. Через территорию коммуны проходит национальная автомагистраль N137. 
Население (2017) — 3 489 человек.

## Достопримечательности
- Развалины шато Сен-Клер
- Церковь Святых Петра и Павла XIX-XX веков
- Часовня Святого Михаила XIX века
- Шато Гарреле XIV-XVI веков

## Экономика
Структура занятости населения:
- сельское хозяйство — 8,1 %
- промышленность — 8,8 %
- строительство — 8,3 %
- торговля, транспорт и сфера услуг — 48,9 %
- государственные и муниципальные службы — 25,9 %

Уровень безработицы (2017 год) — 10,4 % (Франция в целом — 13,4 %, департамент Атлантическая Луара — 11,6 %). 

Среднегодовой доход на 1 человека, евро (2017 год) — 19 540 (Франция в целом — 21 110, департамент Атлантическая Луара — 21 910).

## Демография
Динамика численности населения, чел.

## Администрация
Пост мэра Дерваля с 2020 года занимает Доминик Дави (Dominique David). На муниципальных выборах 2020 года возглавляемый им список был единственным.
| Период | Период | Фамилия        | Партия                             | Примечания                                                                     |
| ------ | ------ | -------------- | ---------------------------------- | ------------------------------------------------------------------------------ |
| 1972   | 1989   | Мари Тардивель |                                    | фермер                                                                         |
| 1989   | 2001   | Мишель Юно     | Объединение в поддержку Республики | адвокат, член Генерального совета департамента, депутат Национального собрания |
| 2001   | 2020   | Жан Луэр       | Разные правые                      | региональный менеджер                                                          |
| 2020   |        | Доминик Дави   |                                    | банковский служащий                                                            |

## Галерея

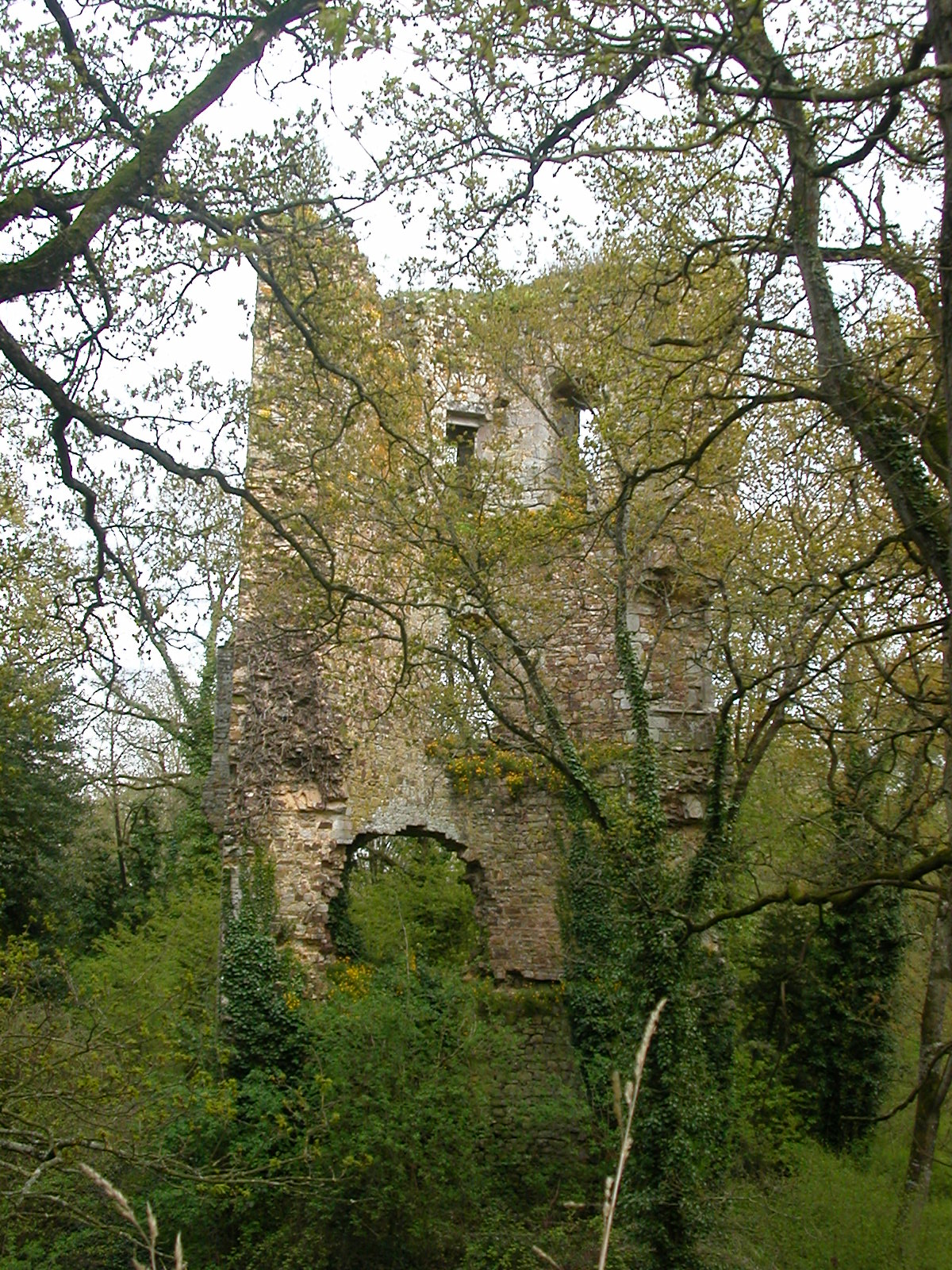
Развалины башни шато Сен-Клер
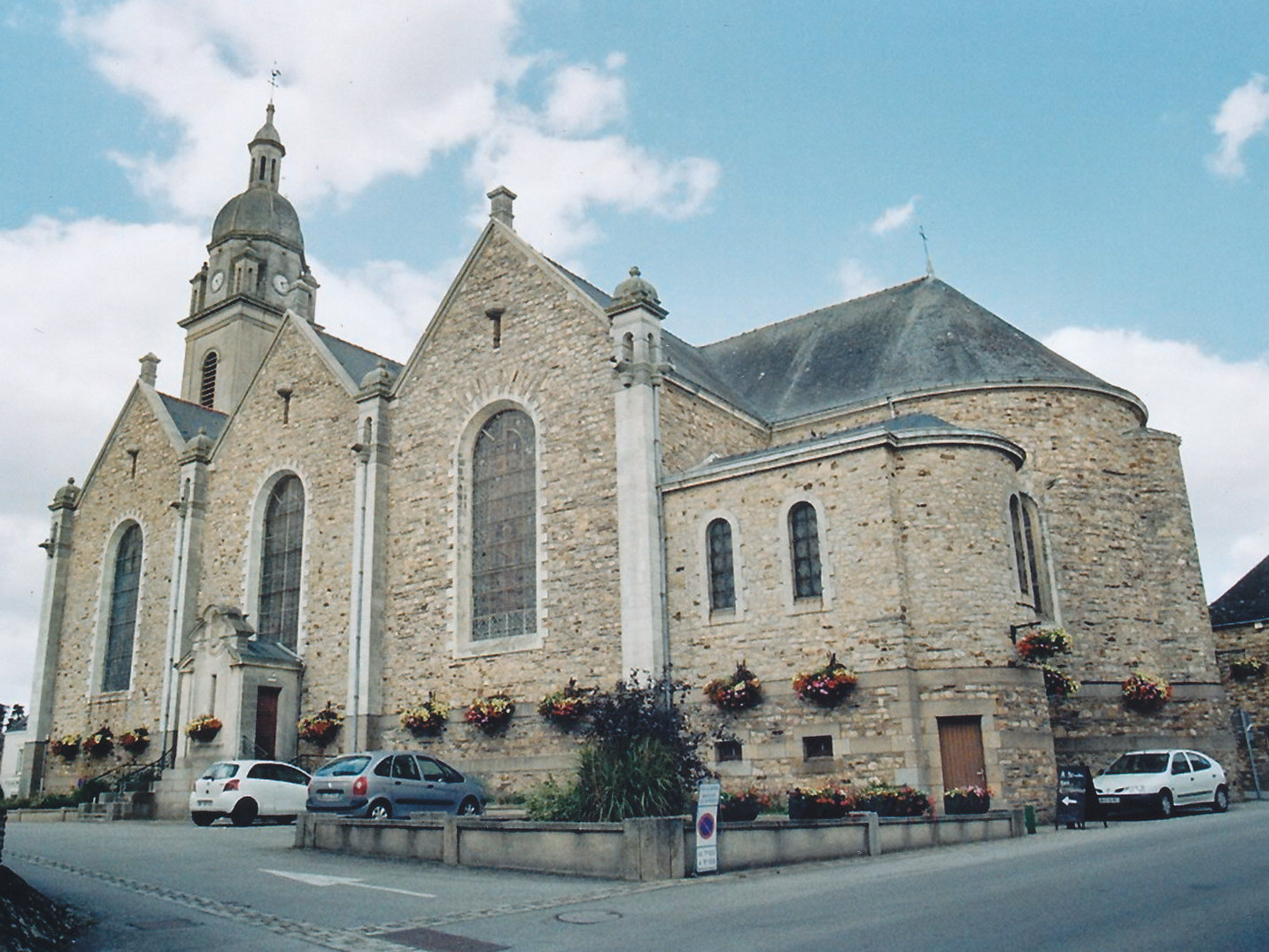
Церковь Святых Петра и Павла
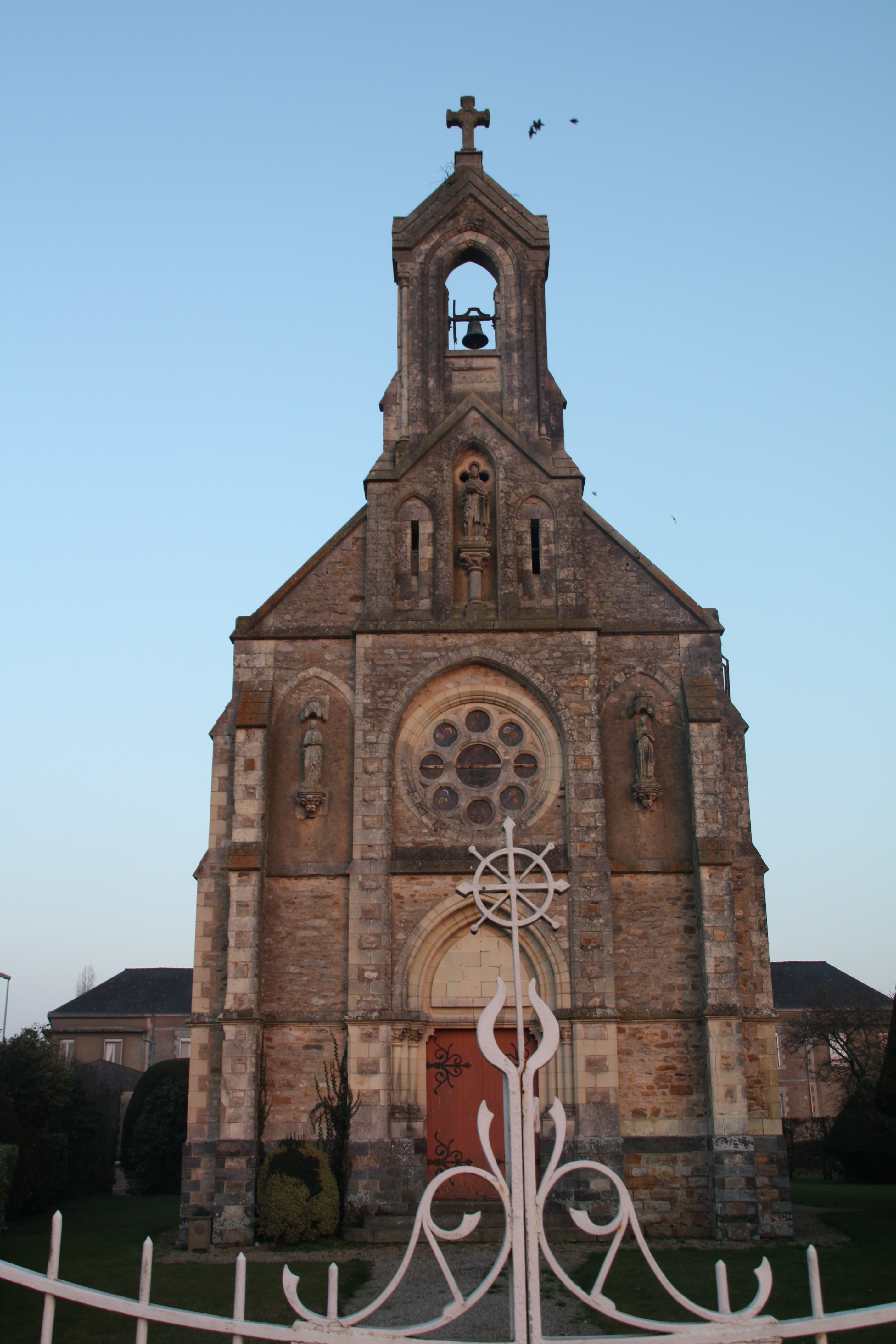
Часовня Святого Михаила